# كوماري رادها
كوماري رادها (بالإنجليزية: Kumari Radha)‏ (7 سبتمبر 1936، بهار في الهند - 21 مارس 2002، باتنا في الهند)؛ كاتِبة ومؤلِّفة وشاعرة هندية.